# Bałtowie

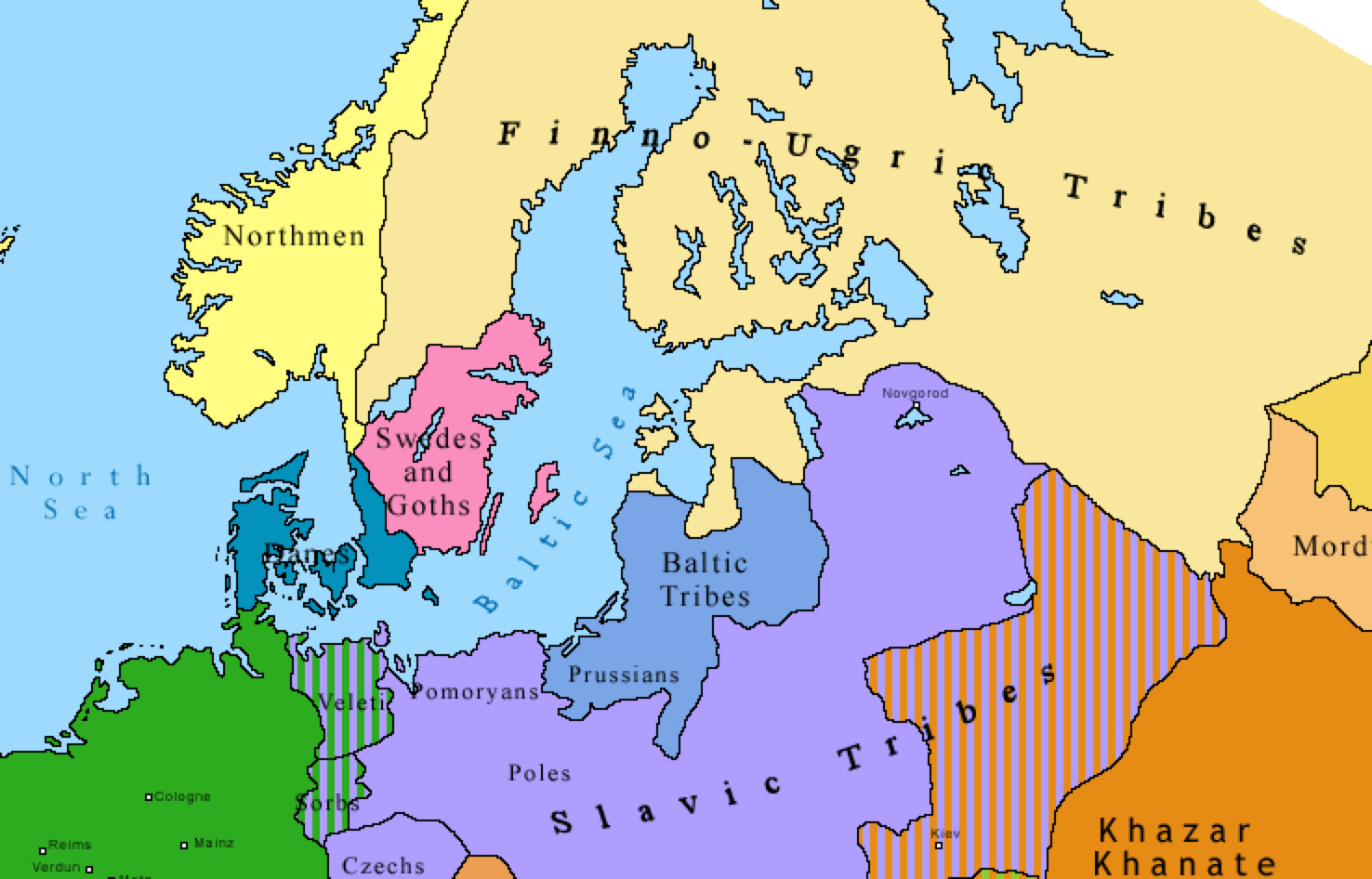
Północna Europa na początku IX wieku

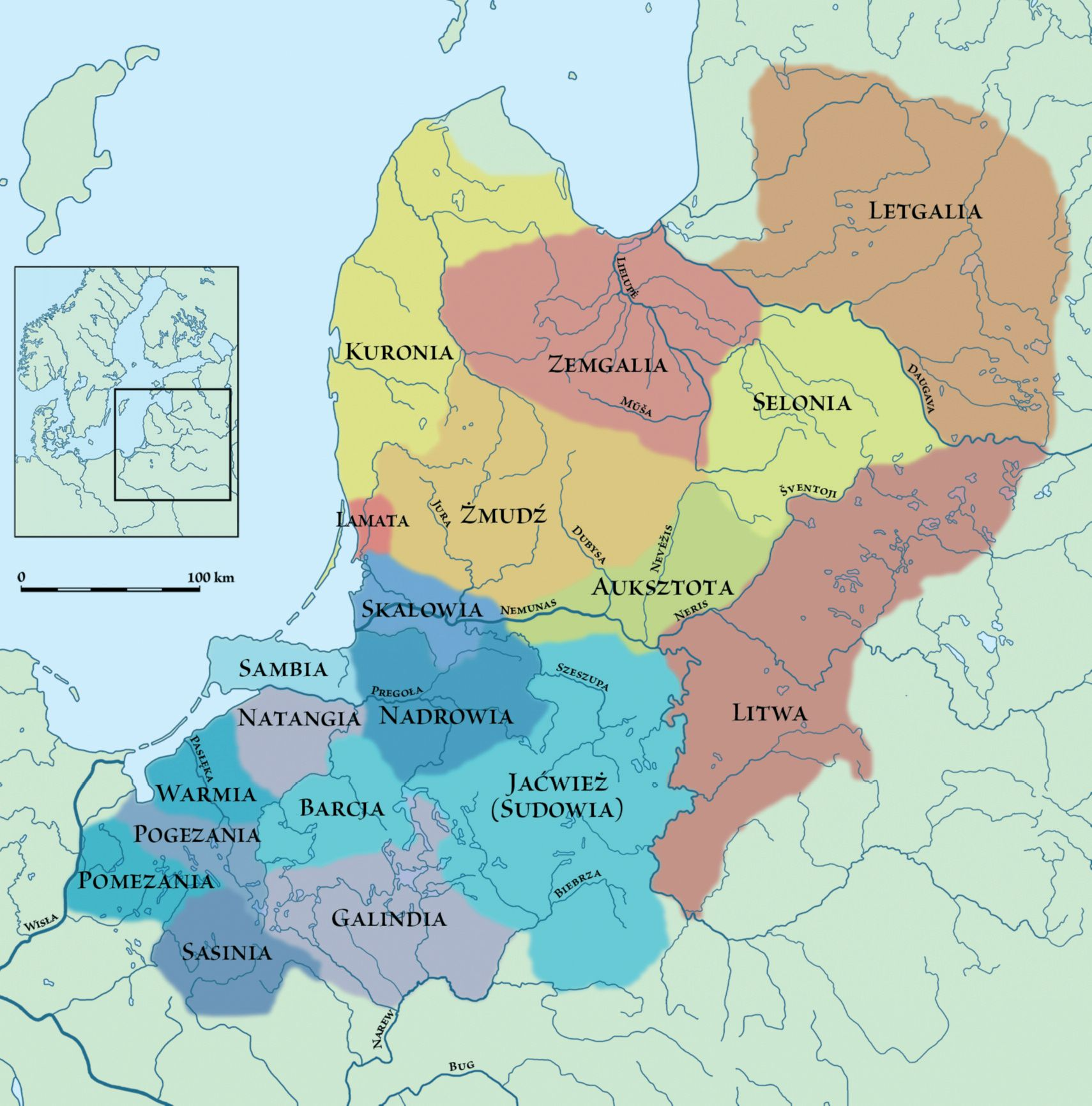
Plemiona bałtyjskie około 1200 roku

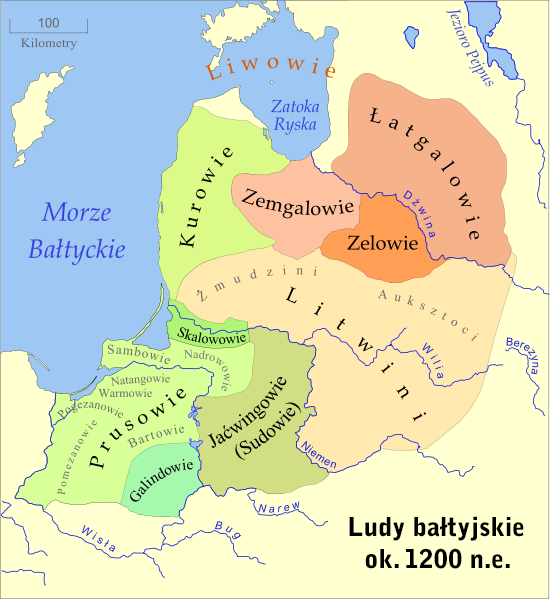
Plemiona bałtyjskie około 1200 roku

Bałtowie – indoeuropejska grupa ludnościowa, zamieszkująca obszar Europy Środkowej, głównie południowo-wschodnie wybrzeża Morza Bałtyckiego i posługująca się językami bałtyckimi.

## Pochodzenie
W wyniku badań archeologicznych i językoznawczych określono, że Bałtowie przybyli z dorzecza górnego Dniepru i obszaru na południe od środkowej Dźwiny. Prawdopodobnie od Scytów przejęli umiejętność wytopu żelaza z rud błotnych.

## Historia
Z kultur archeologicznych z dużym prawdopodobieństwem z ludami bałtyckimi identyfikuje się kulturę zachodniobałtyjską, czasem też kulturę ceramiki sztrychowanej.
W źródłach starożytnych i wczesnośredniowiecznych Bałtowie występują jako Estowie (Estiowie). Najstarszy zachowany zapis historyczny pochodzi z I wieku z Germanii Tacyta:
Zwracając się więc w prawo, spotykamy na wybrzeżu Morza Swewskiego (Morze Bałtyckie) oblane nim gminy Estów, którzy mają zwyczaje i strój Swewów, lecz język zbliżony bardziej do brytańskiego
W okresie od II do IV wieku dzięki rozwojowi handlu z Cesarstwem Rzymskim nastąpił rozkwit cywilizacji Bałtów. Upadek Rzymu i przejęcie handlu morskiego przez wikingów przyniosły kryzys i znaczną utratę znaczenia plemion Bałtów. Próby odzyskania pozycji, między innymi poprzez wysłanie grupy kupców z bogatymi darami bursztynowymi do Teodoryka Wielkiego, króla Ostrogotów, zakończyły się niepowodzeniem. W X wieku podjęta została pierwsza próba chrystianizacji Bałtów – nieudana misja świętego Wojciecha. W XIII wieku i później dalsze próby narzucenia chrześcijaństwa prowadzili m.in. Duńczycy, zakony kawalerów mieczowych i krzyżacki. Z plemion bałtyckich samodzielność etniczną i kulturową zachowali jedynie Litwini oraz Łotysze.

## Ludy bałtyckie
- Litwini
- Łotysze
- Żmudzini
- Łatgalowie

Dawne plemiona bałtyckie:
- Jaćwingowie
- Galindowie
- Kurowie
- Prusowie
- Zelowie
- Zemgalowie